# Cantón de Capendu
El cantón de Capendu era una división administrativa francesa, que estaba situada en el departamento de Aude y la región de Languedoc-Rosellón.

## Composición
El cantón estaba formado por dieciocho comunas:
- Badens
- Barbaira
- Blomac
- Bouilhonnac
- Capendu
- Comigne
- Douzens
- Floure
- Fontiès-d'Aude
- Marseillette
- Montirat
- Monze
- Moux
- Roquecourbe-Minervois
- Rustiques
- Saint-Couat-d'Aude
- Trèbes
- Villedubert

## Supresión del cantón de Capendu
En aplicación del Decreto nº 2014-204 de 21 de febrero de 2014, el cantón de Capendu fue suprimido el 22 de marzo de 2015 y sus 18 comunas pasaron a formar parte; diecisiete del nuevo cantón de La Montaña de Alaric (de marzo de 2015 a enero de 2016 llamado Cantón de Trèbes) y una del nuevo cantón del Alto Minervois (de marzo de 2015 a enero de 2016 llamado Cantón de Rieux-Minervois).